# Euselasia alcira
Euselasia alcira är en fjärilsart som beskrevs av Hans Fruhstorfer 1912. Euselasia alcira ingår i släktet Euselasia och familjen Riodinidae. Inga underarter finns listade i Catalogue of Life.